# Drosophila asiri
Drosophila asiri är en tvåvingeart som beskrevs av Vela och  Violeta Rafael 2005. Drosophila asiri ingår i artgruppen Drosophila asiri tillsammans med Drosophila neoasiri, Drosophila yanaurcus och Drosophila yuragyacum.